# Mulyodadi (Bambang Lipuro)
Mulyodadi is een bestuurslaag in het regentschap Bantul van de provincie Jogjakarta, Indonesië. Mulyodadi telt 10.621 inwoners (volkstelling 2010).